# Kastrioté
Kastrioté (albánsky Kastriotët, italsky Castriota, vyskytuje se i pojem Kastrioti nebo Kastrati) je jméno albánského panovnického rodu, ve 14. a 15. století ovládajícího Kastriotské knížectví. První zaznamenaný příslušník rodu Kastriotů byl Kephale Kaninë v roce 1368. Na přelomu 14. a 15. století rod ovládal region kolem Debaru (dnes nejzápadnější část severní Makedonie a nejvýchodnější část Albánie).

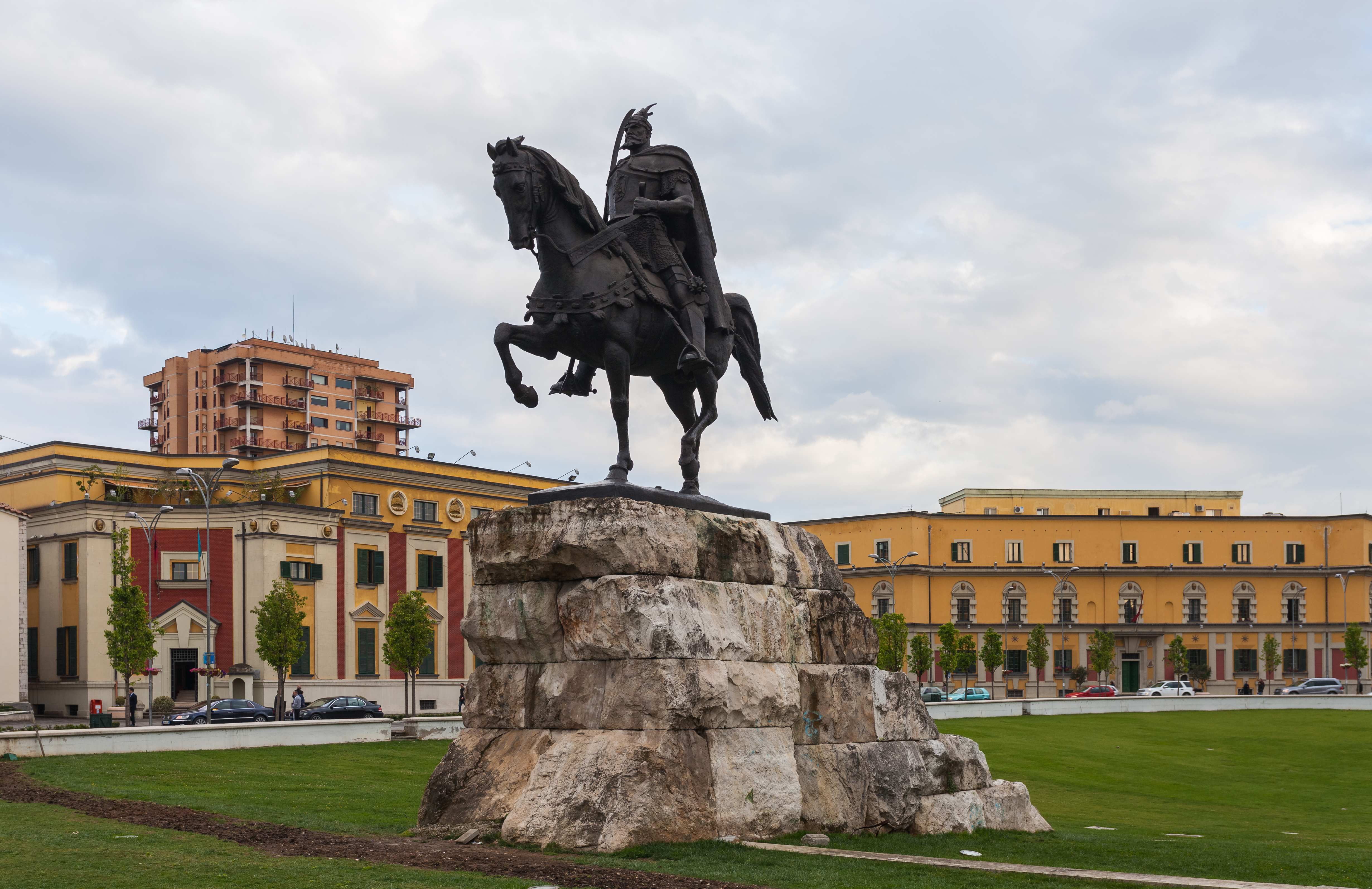
Skanderbegova socha na stejnojmenném náměstí v Tiraně

Nejvýznamnějším členem rodu byl Skanderbeg, státník a vojevůdce, považovaný za albánského národního hrdinu. Po pádu knížectví a Skanderbegově smrti v roce 1468 rod Kastriotů přesídlil do Neapolského království a obdržel vévodství San Pietro v Galatině a hrabství Soleto v provincii Lecce v Itálii,, které zdědili potomci v ženské linii z rodu Sanseverinů. Prostřednictvím legitimizovaných nemanželských potomků Ferranteho Castrioti (vnuk Skanderbega) žijí potomci v mužské linii usazení v Itálii, kteří užívají jméno Castriota Scanderbeg. Markýz Giovanni Castriota Skanderbeg d'Auletta z neapolské linie rodu byl jedním z uchazečů o trůn Albánského knížectví v roce 1912.

## Rodokmen
- Pal Kastrioti
  - Kostandin Kastrioti
  -  Gjon Kastrioti (1407-1437) ∞ Vojislava Tripalda
    - Repoš Kastrioti - (†1430)
    - Staniša Kastrioti - (†1445)
      -  Hamza Kastrioti

    - Kostandin Kastrioti
    - Mara Kastrioti ∞ Štefan Crnojević
    -  Skanderbeg (Gjergj Kastrioti, 1405–1468) ∞ Donica Arianiti
      - Gjon Kastrioti (†1501) ∞ Irena Branković (potomek srbských vládců z rodu Brankovićů, Lazarovićů a Nemanjićů, pravnučka byzantského císaře Manuele II. Palaiologa)
        - Gjergj Castrioti (†1540)
          -  Luigi Castrioti
            -  Andrea Castrioti
              -  Cesare Castrioti
                -  Andrea Castrioti (†1625)

        - Costantino Castrioti (†1500), biskup z Isernie
        - Ferrante Castrioti (†1561), vévoda ze San Pietra v Galatině ∞ Adriana Nardo Acquavina d'Aragon
          - Irena Castriote (†1565) ∞ Pietro Antonio Sanseverino di Bisignano
            - Niccolo
            -  Vittoria

          -  Levobočci (legitimizovaní)[2]
            - Federico (1538–1574, předek gaglianské linie, vymřela r. 1841)
            - Pardo (předek lecceské linie) ∞ Antonella Stefagnoli
            - Achille (1540–1591, předek neapolské linie) ∞ Isabella Sanseverino di Bisignano
            - Alfonso (†1595)
            - Cesare Ottavio (*1543)
            - Annibale (*1552)
            - Porzia (*1554)
            - Lucrezia ∞ Cesare Barone
            - Giovanna ∞ baron Mario Cavazza
            - Andronica ∞ nobile Fabrizio Tresca
            -  Ferrante (*1562)

        -  Maria (†1569)

    - Jelena Kastrioti ∞ Pavle Balšić[3]
    - Mamica Kastrioti ∞ Muzakë Thopia
    - Angjelina Kastrioti ∞ Vladan Arianiti
    -  Vlajka Kastrioti ∞ 1. Gjin Muzaka, 2. Štefan Strez Balšić